# Błażej Berkowski
Błażej Rafał Berkowski – polski geolog, profesor i dyrektor Instytutu Geologii Wydziału Nauk Geograficznych i Geologicznych Uniwersytetu im. Adama Mickiewicza w Poznaniu.

## Życiorys
W 1990 r. ukończył studia geologiczne na Uniwersytecie Warszawskim, w 1999 r. obronił pracę doktorską Fameńskie fauny koralowe z południowej Polski, przygotowaną pod kierunkiem prof. Jerzego Fedorowskiego. W 2009 r. habilitował się na podstawie pracy zatytułowanej Emskie głębokowodne zespoły Rugosa (Koralowce) z Hamar Laghdad (Dewon, Anty-Atlas, Maroko). W 2020 r. uzyskał tytuł profesora nauk ścisłych i przyrodniczych.
Jest członkiem Komitetu Nauk Geologicznych PAN. Należy do Rady Dyscypliny Naukowej – Nauk o Ziemi i Środowisku UAM.